# 四喜 (电视剧)
《四喜》是预计2025年播出的中国大陆女性成长题材电视剧，改编自火星女频作者清扬婉兮的小说《有喜》，由《流金岁月》《大考》的沈严任总导演、《脱轨》《一生一世》的沈阳任导演、《一路朝阳》的蓝小汐任编剧，童瑶、蒋欣与黄明昊领衔主演，许娣、林晓杰、侯岩松、岳红特邀主演。
该剧预计由腾讯视频和中央电视台同步播出。

## 剧情概要
该剧以南方小城为背景，描绘了几家人之间的复杂关系和情感纠葛。原本生活幸福、爱情甜蜜的沈明珠遭遇丈夫的突然离世，而在她决定生下与丈夫的孩子时却遇见了亲生姐姐许知夏带着全家来寻亲，沈明珠在面对亲生父母、养父母和公婆家的复杂境遇中蜕变自己获得新生。

## 演员阵容
- 童瑶 饰演 沈明珠[1]
- 蒋欣 饰演 许知夏，沈明珠的亲生姐姐。[1]
- 黄明昊 饰演 沈明辉，沈明珠的弟弟。[1]
- 许娣 饰演 喻静香[1]
- 林晓杰 饰演 岳秀娥[1]
- 侯岩松 饰演 沈胜利[5]
- 岳红 饰演 何丽华[1]
- 李之夏 饰演 冯美奇[1]
- 牛飘 饰演 许大成[1]
- 谭希和 饰演 冯志[6]
- 王瑞欣 饰演 袁碧晨[1]
- 王澜 饰演 大倪妈[6]
- 刘园媛[1]
- 付辛博 饰演 冯建奇（特别出演）[6]
- 王菊 饰演 大倪（特别出演）[6]
- 黄澄澄 饰演 胡刚（特别出演）[6]
- 宣言 饰演 许知冬（特别出演）[1]
- 马旭东 饰演 张浩（特别出演）[6]
- 周游 饰演 李景哲（友情出演）[6]
- 徐志胜 饰演 小吴（友情出演）[6]
- 张帆 饰演 倪得宝（友情出演）[6]
- 刘思辰 饰演 娇娇（友情出演）[6]
- 朱茵 饰演 张浩妈妈（友情出演）[6]
- 赵蕴卓 饰演 陆冰（友情出演）[6]
- 胡小庭

## 制作
腾讯于2023年6月宣布制作该剧，原名《十月人生》。主体拍摄于2024年9月17日在浙江桐庐开始，在桐庐当地的深澳古村、桐君山、东门码头等地取景；同年12月15日宣布杀青。